# 南阡遗址
南阡遗址，位于山东省青岛市即墨区金口镇南阡村，是中华人民共和国山东省文物保护单位之一。
1992年6月12日，授予山东省文物保护单位，是一座古遗址。